# Vinagre de los cuatro ladrones

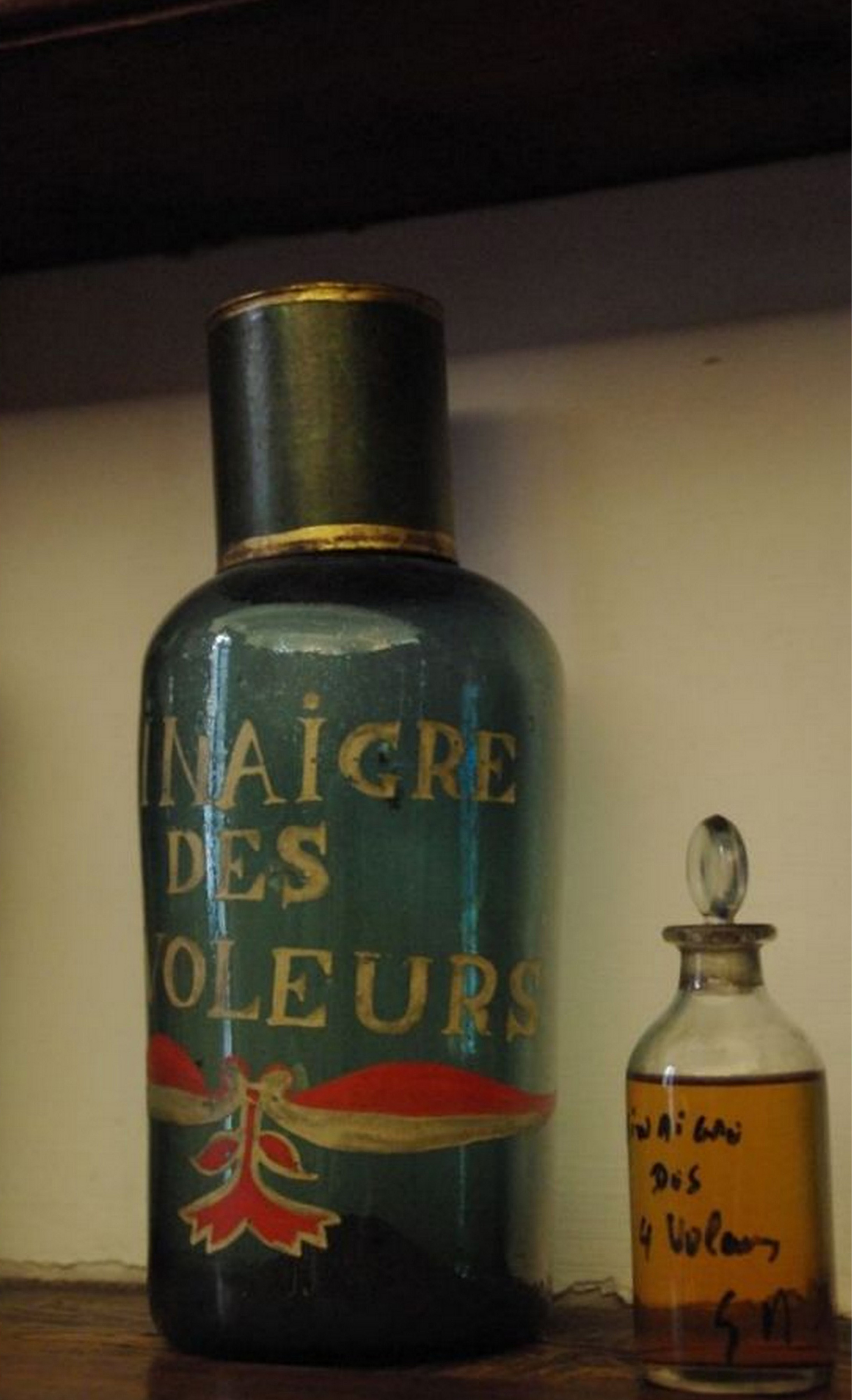
Vinagre de los cuatro ladrones en una botella del siglo XVII. Farmacia del Hôtel-Dieu de Saint-Lizier (Ariège, Francia).

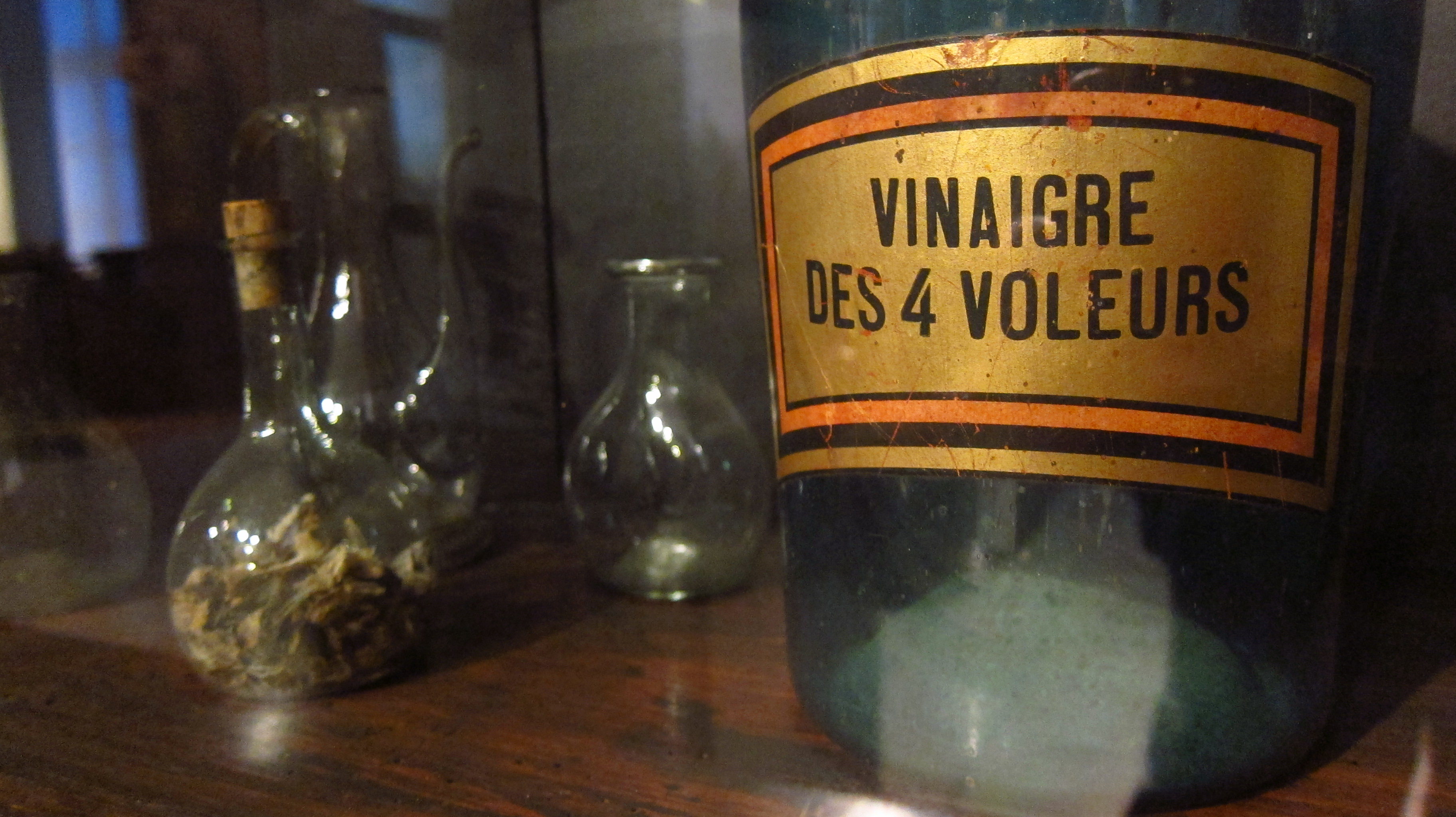
Botella de "Vinagre de los Cuatro Ladrones" en el museo Paul-Dupuy de Toulouse

El vinagre de los cuatro ladrones consiste en un tipo de vinagre aromático muy empleado en la elaboración de recetas magistrales en la farmacia. La denominación de este vinagre se debe a la receta que tuvo que proporcionar un grupo de ladrones para conseguir su perdón.

## Características
Suele elaborarse con un vinagre blanco que se aromatiza con hierbas aromáticas diversas como puede ser ajenjo, romero, hierbabuena, espliego, clavo de olor, ajo, canela, etc. Estas hierbas finamente picadas se suelen infusionar en un recipiente cerrado expuesto al sol durante un largo periodo de tiempo. En Francia existen versiones de este vinagre que se comercializan en la Provenza y que se denominan Vinaigre des Quatre Voleurs.

## Historia
La leyenda de la invención del vinagre de los cuatro ladrones cuenta que varios bandidos robaban cadáveres durante una epidemia de peste, sin contaminarse ellos mismos. Preguntados por su resistencia, respondieron que habían descubierto un remedio, el famoso “vinagre de los cuatro ladrones”, que tomaban a diario.La fecha, el lugar e incluso el número de bandidos, así como la composición del propio remedio, están sujetos a distintas variaciones. La fecha suele ser entre los siglos XIV y XVIII, y a menudo se citan las ciudades de Marsella y Toulouse.